# Bedotia sp. nov. 'Lazana'
Bedotia sp. nov. 'Lazana' é uma espécie de peixe da família Bedotiidae.
É endémica de Madagáscar.
Os seus habitats naturais são: rios.
Está ameaçada por perda de habitat.